# Il pane quotidiano
Il pane quotidiano (Bread) è un film muto del 1924 diretto da Victor Schertzinger.

## Trama
Due sorelle, nate in una famiglia povera, imboccano strade diverse per alleviare i problemi della madre, in difficoltà finanziarie. Alice si sposa e diventa madre di numerosi bambini, mentre Jeanette, una ragazza indipendente, trova lavoro come stenografa. Per evitare uno scandalo, Jeanette sarà costretta a sposarsi con un venditore. Ma, disillusa dal matrimonio, lascerà il marito. Salvo ritornare a casa dopo tre anni, quando si accorge che anche lei ha bisogno di una famiglia.

## Produzione
Il film fu prodotto dalla Metro-Goldwyn Pictures Corporation.

## Distribuzione
Distribuito dalla Metro-Goldwyn Pictures Corporation, il film - presentato da Louis B. Mayer - uscì nelle sale cinematografiche USA il 4 agosto dopo una prima tenuta a New York il 20 luglio 1924. In Italia venne distribuito nel 1925, in Finlandia il 16 agosto 1926, in Portogallo il 9 novembre 1927.